# Amoncourt
Amoncourt település Franciaországban, Haute-Saône megyében. Lakosainak száma 268 fő (2022. január 1.). Amoncourt Fleurey-lès-Faverney, Chaux-lès-Port, Conflandey és Villers-sur-Port községekkel határos.

## Népesség
A település népességének változása:
| Lakosok száma | 310  | 299  | 286  | 279  | 274  | 271  | 267  | 268  |
|               | 2013 | 2015 | 2017 | 2018 | 2019 | 2020 | 2021 | 2022 |